# Красный Дар (Червенский район)
Красный Дар (бел. Красны Дар), ранее Божий Дар (бел. Божы Дар) — деревня (агрогородок) в Червенском районе Минской области Белоруссии. Входит в состав Рованичского сельсовета.

## География
Граничит с деревней Викторовка. До центра сельсовета — агрогородка Рованичи — 9,7 километров. До Червеня — 27 км на юго-запад, до Минска — 89 км.

## История
Местность известна с XVI века как урочище Божий Дар на территории Минского воеводства Великого княжества Литовского. В результате II раздела Речи Посполитой 1793 года вошло в состав Российской империи. На 1870 год имение в составе Беличанской волости Игуменского уезда Минской губернии. Согласно переписи населения Российской империи 1897 года околица Божий Дар (она же Ведрецк), насчитывавшая 31 двор, где проживали 214 человек. В 1906 году в одном из крестьянских домов была открыта церковно-приходская школа грамоты, содержавшаяся за счёт крестьян. На 1908 год в деревне было 36 дворов и 319 жителей. На 1910 год там было 35 учеников (24 мальчика и 11 девочек). На 1917 год в деревне насчитывалось 44 двора и 313 жителей. После Октябрьской революции 1917 года здесь была открыта рабочая школа 1-й ступени. С февраля по декабрь 1918 года она была оккупирована немцами, с августа 1919 по июль 1920 — поляками. 20 августа 1924 года деревня вошла в состав вновь образованного Рованичского сельсовета Червенского района Минского округа (с 20 февраля 1938 — Минской области). Согласно переписи населения СССР 1926 года здесь было 62 двора, где проживали 335 человек, в местной школе насчитывалось 45 учеников (26 мальчиков и 19 девочек), при ней работала библиотека. Во время Великой Отечественной войны деревня была оккупирована немецко-фашистскими захватчиками в начале июля 1941 года. 13 её жителей не вернулись с фронта. Освобождена в начале июля 1944 года. На 1960 год население деревни составило 289 человек. В 1966 году в черту Красного Дара была включена деревня Ведрецк. В советское время в деревне Красный Дар располагалась центральная усадьба совхоза «Краснодарский». В 1976 году в деревне был установлен памятник 93 землякам, погибшим в годы Великой Отечественной войны. На 1997 год в деревне было 140 домохозяйств и 295 жителей, на то время здесь располагались центральная усадьба колхоза «Краснодарский», мастерские по ремонту сельскохозяйственной техники, начальная школа, центр досуга, детские ясли-сад, фельдшерско-акушерский пункт, Дом культуры, магазин, столовая, комплексный приёмный пункт бытового обслуживания населения, отделение связи.

## Инфраструктура
На 2013 год в деревне функционируют детские ясли-сад-начальная школа, центр досуга, библиотека, фельдшерско-акушерский пункт, магазин, комплексный приёмный пункт бытового обслуживания населения, отделение связи.

## Население
- 1897 — 31 двор, 214 жителей
- 1908 — 36 дворов, 319 жителей
- 1917 — 44 двора, 313 жителей
- 1926 — 62 двора, 335 жителей
- 1960 — 289 жителей
- 1997 — 140 дворов, 295 жителей
- 2013 — 132 двора, 339 жителей